# Antonie Biel
Sophie Antonie Biel, född 31 januari 1830 i Stralsund, död 2 april 1880 i Berlin, var en tysk målare. Hon avbildade främst landskap vid havet och örlogsfartyg.

## Biografi
Biel var dotter till en ämbetsman och hon fick sin utbildning av den konstnärlig aktiva modern, av systern och av en lokal lärare. Hon studerade sedan 1857 för Wilhelm Schirmer i Berlin, för Carl Friedrich Lessing i Düsseldorf och för Hans Gude i Karlsruhe. Istället för den vanliga studieresan till Italien besökte hon den tyska Nord- och Östersjön, Paris, Schweiz, Danmark, Sverige och åter i Tyskland Spreewald, Chiemsee och Harz. Biel bosatte sig åter i Berlin och blev medlem av ett kvinnligt konstnärskollektiv. Målningarna visades vid utställningar i Berlin, Bremen och Kassel.
Hon skapade oftast oljemålningar efter skisser som hon gjorde under de nämnda resorna. Hennes verk med fiskare som kommer hem, ensamma stränder och andra situationer vid kusten var omtyckta och sålde bra. Kunderna var bland annat personer från England och kejsaren Vilhelm I. Efter systerns död 1871 fick hon själv en sjukdom och hon kände sig ofta stressad. Efter Biels död organiserade Berlins kvinnliga konstnärsförening en utställning med 300 verk. Biel omnämns även i Aufsätze zur bildenen Kunst av Theodor Fontane.

## Utvalda målningar
- Felsige Küste, Gemäldegalerie (GG), Berlin, Kupferstichkabinett
- Strand auf Rügen mit drei Fischerbooten, GG
- Dornbusch auf Hiddensee, Museum Mönchgut
- Boddenlandschaft mit Heuernte, Museum Stettin
- Heimkehrende Fischer, året 1999 såld för 3500 DM

## Galleri

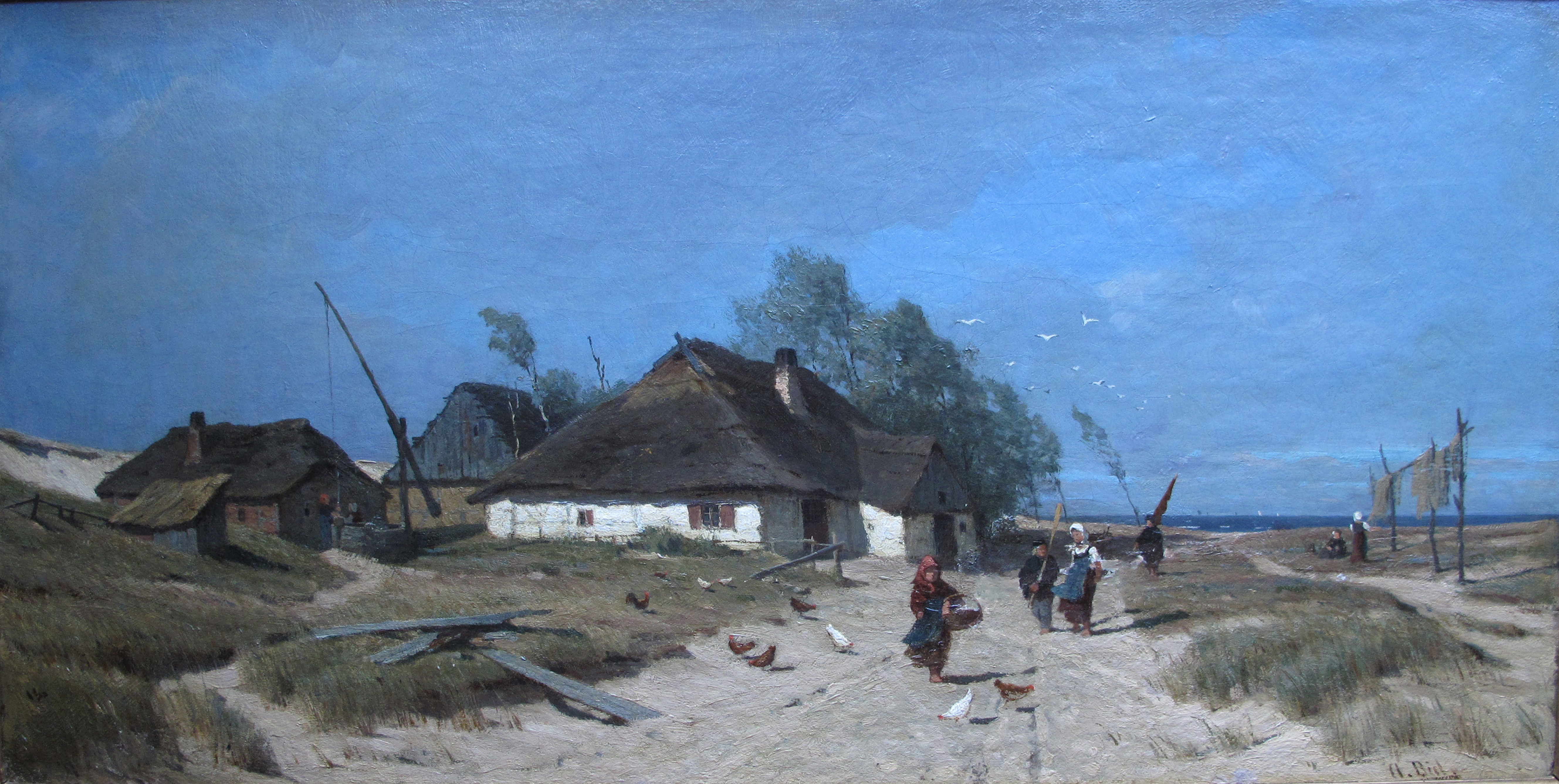
Auf Hiddensee
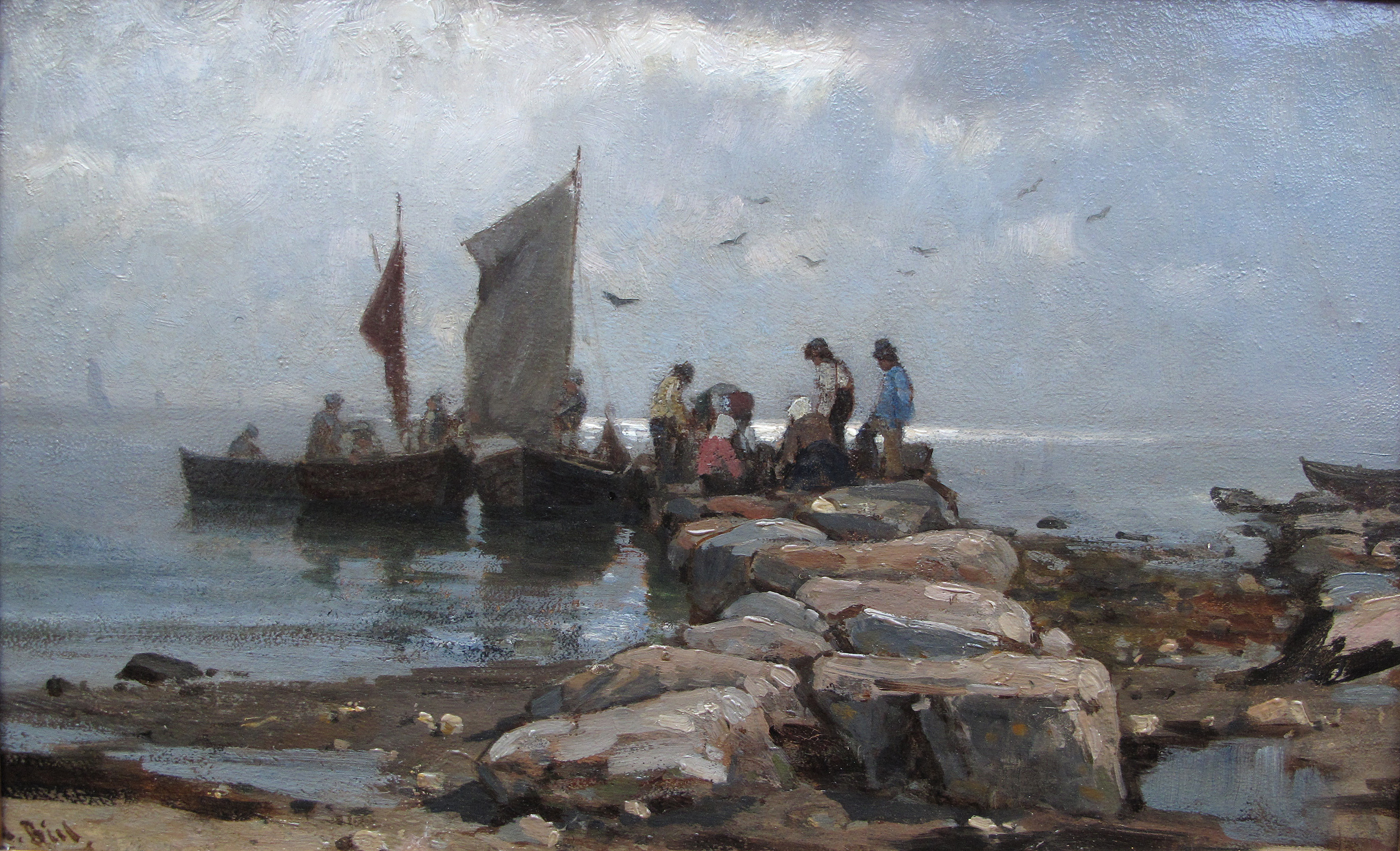
Anlandende Fischer